# ユディスティラ・ANM・マサルディ
ユディスティラ・ANM・マサルディ（Yudhistira ANM Massardi, 1954年2月28日 - 2024年4月2日）はインドネシアの作家。
1954年2月28日、西部ジャワのスバン生まれ。初等教育を終えると家族とともに古都ジョグジャカルタに移り、そこで創作活動を始めた。
成人するとジャカルタにてジャーナリストとして働きはじめ、その傍らで詩・戯曲・小説などの創作活動を続ける。
小説では、直截な若者言葉の表現を盛り込みながら、権威を揶揄する奔放なスタイルで書かれた「アルジュナ三部作」が、1970年代以降のインドネシアの若い世代に大きな共感を呼んだ。
ジャーナリストとしては、週刊誌『ル・ラキ（Le Laki）』、『テンポ（Tempo）』、『ジャカルタ・ジャカルタ（Jakarta-Jakarta）』、『エディトル（Editor）』、『ユモル（Humor）』そして『ガトラ（Gatra）』の記者、編集者、編集長を務めた。
なお、双子の兄ノールカ・マサルディもジャーナリスト、小説家、戯曲作家、詩人である。

## 作品リスト
- アルジュナは愛をもとめる-Arjuna Mencari Cinta（押川典昭訳、めこん、1992年（原著1977年））
- アルジュナ、ドロップアウト-Arjuna Drop Out（押川典昭訳、めこん、1995年（原著1980年））
- アルジュナの結婚-Arjuna Wiwahahaha……!（日本語未訳、原著1984年）
- 負けないぞ-Mencoba Tidak Menyerah（日本語未訳、原著1979年）